# Anna Plichta
Anna Plichta (nascida em 10 de fevereiro de 1992 em Krzywaczka) é uma corredora ciclista profissional polaca membro da equipa ciclista Lotto-Soudal Ladies

## Biografia
Em outubro 2020, foi anunciado que assina com a Lotto Soudal para dois anos.

## Palmarés em estrada

### Por anos
- 2015
  - 3.º da Tour de Feminin - O cenu Ceskeho Svycarska
- 2016
  - 2.º da Tour de Feminin - O cenu Ceskeho Svycarska
  - 2.º do Campeonato da Polónia em estrada
- 2017
  - 3.º do Campeonato da Polónia em estrada
- 2019
  -  Campeã da Polónia do contrarrelógio
- 2020
  -  Campeã da Polónia do contrarrelógio
  - 7.º do Campeonato Europeu do contrarrelógio

### Classificações mundiais
| Ano            | 2014 | 2015 | 2016 | 2017 | 2018 | 2019 | 2020 | 2021 |
| -------------- | ---- | ---- | ---- | ---- | ---- | ---- | ---- | ---- |
| UCI Ranking    | 174. | 163. | 121. | 229. | 420. | 153. | 137. | 556. |
| UCI World Tour |      |      | 163. | 115. | 157. | 74.  | -    | -    |
|                |      |      |      |      |      |      |      |      |
| Fonte: UCI     |      |      |      |      |      |      |      |      |